# Рух за вільну культуру

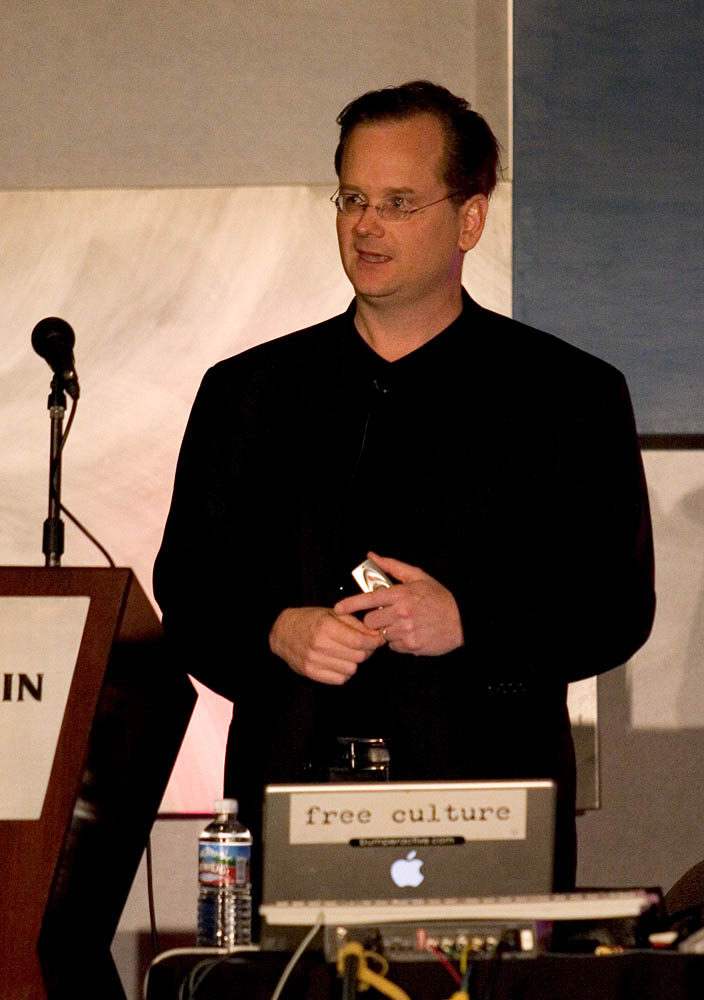
Лоуренс Лессіг перед ноутбуком з написом «Вільна культура»

Рух за вільну культуру — це громадський рух, що пропагує вільне поширення і зміну творів у вигляді відкритого контенту за допомогою мережі Інтернет та інших засобів масової інформації.
Учасники руху критикують надмірно жорсткі закони про авторське право. Багато членів руху стверджують, що такі закони заважають творчості і породжують так звану «культуру дозволу».
На сайті Creative Commons, засновником якого був Лоуренс Лессіг, перераховані ліцензії, які дозволяють розповсюджувати твори на різних умовах, на сайті також працює онлайн пошук творів, що мають ліцензію Creative Commons.
Рух вільної культури, з її духом вільного обміну ідеями, суголосний з рухом за вільне програмне забезпечення. Річард Столмен, засновник проєкту GNU, а також активіст вільного програмного забезпечення, підтримує вільний обмін інформацією.
Нині цим терміном позначають безліч інших рухів, у тому числі відкритий доступ, субкультуру хакерів, рух за доступ до знань і рух копілефт.
Термін «Вільна культура» вперше вжито 2003 року на Всесвітньому саміті з питань інформаційного суспільства. Потім 2004 року його використав як назву своєї книги Лоуренс Лессіг, який є батьком-засновником руху вільної культури.

## Передумови
1998 року в Конгресі США пройшов закон Sonny Bono Copyright Term Extension Act, а президент Клінтон підписав його. Цей закон продовжив охорону авторського права на двадцять років, в результаті чого загальний строк авторського права досяг сімдесяти років після смерті автора. Законопроєкт активно лобіювали корпорації, такі як «Дісней», тому він став відомий як Закон про Міккі-Мауса. Лоуренс Лессіг вважає, що авторське право перешкоджає виробництву творів культури, обміну знаннями та технологічними інноваціями, а також що воно захищає приватні інтереси, а не суспільне благо. Він подорожував по країні в 1998 році, сотні разів виступивши в університетських містечках, і започаткував рух. Це дало поштовх до створення першого об'єднання в рамках руху «Студенти за вільну культуру» у Свартмор-Коледжі.
1999 року Лессіг подав позов про визнання закону Sonny Bono неконституційним і довів справу до Верховного суду США. Попри його тверду впевненість у перемозі й опір на базові поняття Конституції США про «обмежені» умови авторського права, в позові Лессігу відмовили сімома голосами проти двох.
2001 року Лессіг створив Creative Commons, систему ліцензування — «деякі права захищені», альтернативу системі авторського права, де за замовчуванням «всі права захищені».

## Організації
Організацію Creative Commons (CC), яку заснував Лоуренс Лессіг, зазвичай асоціюють з вільною культурою. CC заохочує обмін творчими роботами та поширення ідей з розвитку культурного різнобарв'я, науково-технічного прогресу та нововведень у бізнесі.
QuestionCopyright.org [Архівовано 31 жовтня 2015 у Wayback Machine.] — ще одна організація, що належить до руху вільної культури. Заявлена місія організації: «показати економічну, творчу і соціальну шкоду, що виникла через поширення монополій, а також продемонструвати, що вільне поширення є кращим для авторів і споживачів». QuestionCopyright стала відомою завдяки співпраці з художником Ніною Палей, яка отримала декілька нагород за повнометражний анімаційний фільм Сіта співає блюз, що був відзначений як надзвичайно успішний приклад вільного поширення під егідою «Sita Distribution Project». На вебсайті організації є низка ресурсів, публікацій та інших матеріалів, пов'язаних з різними питаннями, що мають стосунок до авторського права, патентів, товарних знаків.
Студентську організацію Студенти за Вільну культуру іноді називають «Рухом за вільну культуру», але ця назва не є офіційною. Організація є підмножиною ширшого руху. Перше відділення організації засновано 1998 року в Свартмор-Коледжі, а 2008 року організація мала двадцять шість відділень по всіх США.
Рух за вільну культуру перейняв ідеали руху за вільне програмне забезпечення і розширив їх за межі галузі програмного забезпечення на всі об'єкти культури і творчі роботи. Creative Commons почала розвиватися за підтримки організації Річарда Столмена (засновника Фонду вільного програмного забезпечення і руху вільне програмне забезпечення). Він скасував свою підтримку у зв'язку з введенням деяких ліцензій, а потім відновив деяку підтримку, коли Creative Commons вилучила ці ліцензії.
Рух вільної музики, як підмножина руху вільної культури, виріс із філософії вільної музики Рема Самудрели на початку 1994 року. Крім того він ґрунтувався на ідеї Вільного програмного забезпечення Річарда Столлмана і збігся із зародженням самого руху вільної культури. Філософія вільної музики використовує три принципи, які заохочують поширення вільного копіювання. Про філософію вільної музики писали Billboard, Forbes, Levi's Original Music Magazine, The Free Radical, Wired и The New York Times. Поряд із вільним програмним забезпеченням і Linux, ліцензіями на основі принципу копілефт, розвитком інтернету і зростанням P2P-мереж, популяризацією формату mp3 як стандарту цифрового кодування і всупереч всім зусиллям музичної індустрії вільна музика посіла своє помітне місце в культурі XXI століття. Організації Electronic Frontier Foundation і Creative Commons нині розробляли різні ліцензії, що запропонували різні відтінки авторського права і принципу копілефт. Питання було вже не в тому, чому музика повинна бути вільною, а в тому, як домогтися розквіту вільної музики і при цьому забезпечити музикантам право отримувати прибуток зі своїх творів.

## Критика
Найгучнішими критиками руху вільної культури є прихильники копірайту. Рік Карнс, президент Songwriters Guild of America і Колі Хаджінс, виконавчий директор arts+labs, альянсу технологічних і медіа-компаній, стверджують, що, попри аргументи руху вільної культури про те, що авторське право «вбиває культуру», сам рух і громадський резонанс, який він створює, руйнує галузь мистецтва і вдаряє по економічному зростанню.
Крім того, дехто стверджує, що атмосфера дискусії навколо авторського права змінилася. Вільна культура, можливо, колись захистила культуру авторів від корпорацій. Але тепер вільна культура може пошкодити маловідомим авторам, прикладом цього може бути використання дизайнером Шепардом Фейрі робіт Менні Гарсії, без вказівки посилання на джерело.
Ендрю Кін, критик Веб 2.0, критикує деякі з ідей вільної культури у своїй книзі Культ аматора, описуючи ідеї Лессіга як «комунізм у сфері інтелектуальної власності».
У медіаіндустрії деякі гравці звинувачують вільну культуру в зменшенні цього ринку. Тим не менш, деякі вчені, такі як Клей Ширкі стверджують, що крах індустрії журналістики відбувається не через вільну культуру, а через сам ринок.